# Zonitis cyanipennis
Zonitis cyanipennis es una especie de coleóptero de la familia Meloidae.

## Distribución geográfica
Habita en Melbourne (Australia).